# Muscle deltoïde
 (décembre 2016).
Si vous disposez d'ouvrages ou d'articles de référence ou si vous connaissez des sites web de qualité traitant du thème abordé ici, merci de compléter l'article en donnant les références utiles à sa vérifiabilité et en les liant à la section « Notes et références ».
Le  muscle deltoïde est un muscle pair externe de l'épaule qui forme le moignon de l'épaule. Il est ainsi nommé à cause de sa forme triangulaire rappelant la lettre grecque delta majuscule : Δ.

## Structure
Le muscle deltoïde est composés de trois faisceaux : un claviculaire, un acromial et un spinal. Ces trois faisceaux convergent vers un tendon commun en enveloppant la partie supérieure de l'articulation gléno-humérale.

## Origine
Le faisceau claviculaire ou antérieur nait sur le bord antéro-supérieur du tiers latéral de la clavicule.
Le faisceau acromial ou moyen nait sur le bord supéro-externe ou partie libre externe de l'acromion de la scapula.
Le faisceau spinal ou postérieur nait sur le bord inférieur de l'épine de la scapula.

## Trajet
Les trois faisceaux du muscle deltoïde convergent vers la tubérosité deltoïdienne en formant un demi-cône s'enroulant autour de l'humérus.
Le faisceau antérieur laisse un espace triangulaire entre lui et le muscle grand pectoral : le triangle clavi-pectoral.
Le muscle est recouvert latéralement par le fascia deltoïdien.

## Terminaison
Les trois faisceaux du muscle deltoïde se terminent par un tendon commun, qui vient s'insérer au tiers moyen de la face externe de l'humérus, au niveau de la tubérosité deltoïdienne en forme de V.
Le faisceau claviculaire se termine sur la branche antérieure, la partie acromiale entre les branches et la partie épineuse sur la branche postérieure.

## Innervation
Le muscle deltoïde est innervé par des branches issues du nerf axillaire issu du plexus brachial (Racines C5, C6).
La partie claviculaire est innervée par le nerf du muscle deltoïde issu de par la branche antérieure du nerf axillaire et la partie spinale par celui issu de sa branche postérieure.

## Vascularisation
Le muscle deltoïde est vascularisé par les artères circonflexes antérieure et postérieure de l'humérus et par l'artère thoraco-acromiale.

## Action
Différente selon les faisceaux
- Faisceau antérieur : fléchisseur et rotateur médial du bras (ou interne de l'épaule) et antépulsion.
- Faisceau moyen : abduction de l'épaule.
- Faisceau postérieur : extenseur, rétropulseur et rotateur latéral du bras (ou externe de l'épaule).

Action couplée au supra-épineux, ce dernier étant stabilisateur, le deltoïde étant lui mobilisateur. En effet, c'est le muscle supra-épineux de la scapula qui permet l'abduction du bras sur les premiers degrés (il est "le starter de l'abduction"). Le deltoïde ne permet pas l'abduction sur les premiers degrés, il ne prend qu'ensuite le relais du muscle supra-épineux.

## Culture physique
Il est courant de développer le volume, ou la force, des épaules et du deltoïde (comme de nombreux autres muscles : pectoraux, biceps, triceps, trapèzes...) à l'aide d'exercices de musculation, dont un exemple peut être l'élévation latérale d'haltères.
Les trois faisceaux du deltoïde sont sollicités dans l'exercice du développé couché. Dans ce mouvement, le deltoïde est à la fois moteur, stabilisateur et freinateur.

## Galerie
- Faisceau antérieur ou claviculaire du deltoïde.
- Faisceau latéral ou acromial du deltoïde.
- Faisceau postérieur ou spinal du deltoïde.

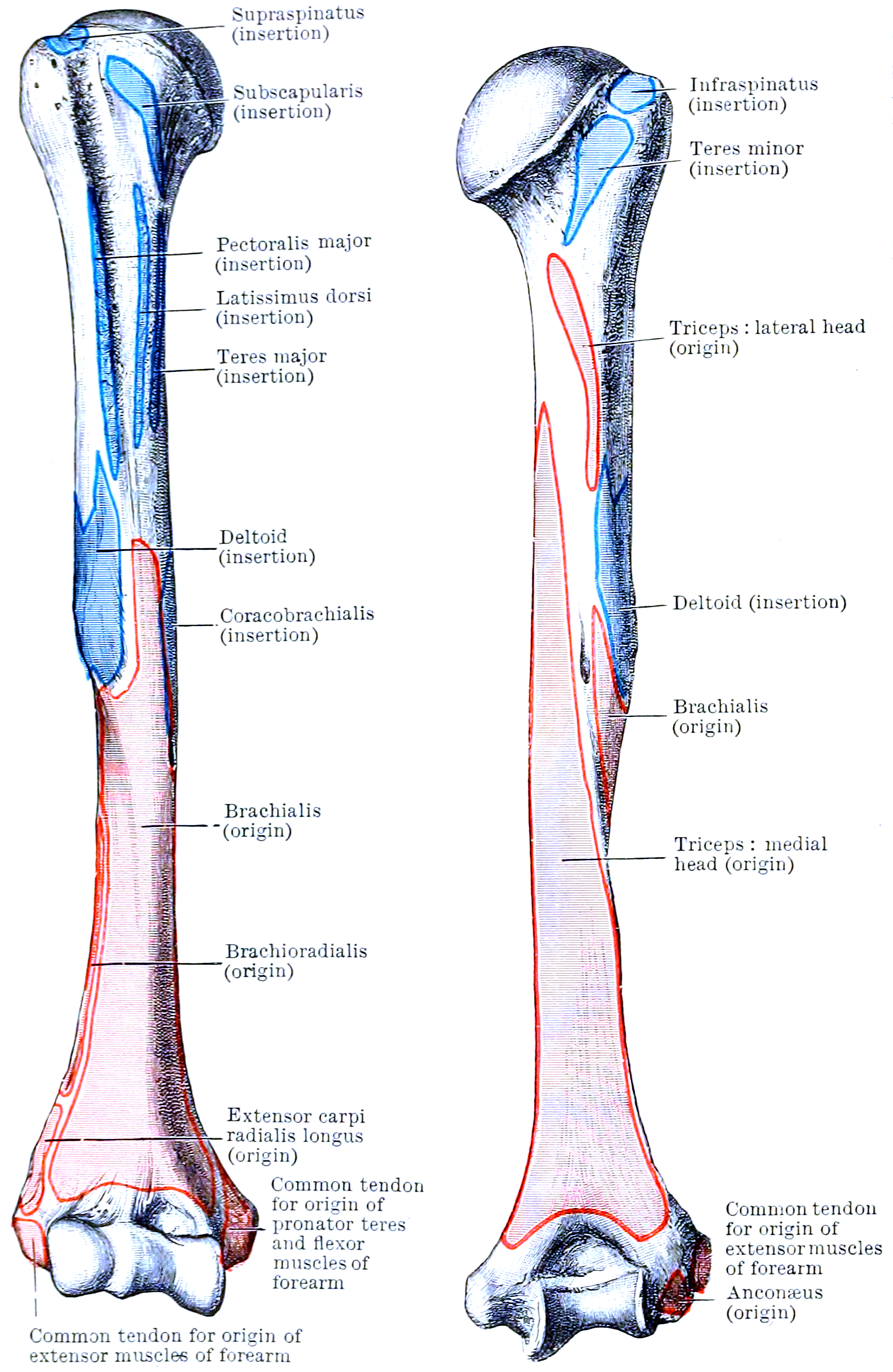
Insertion humérale du muscle deltoïde
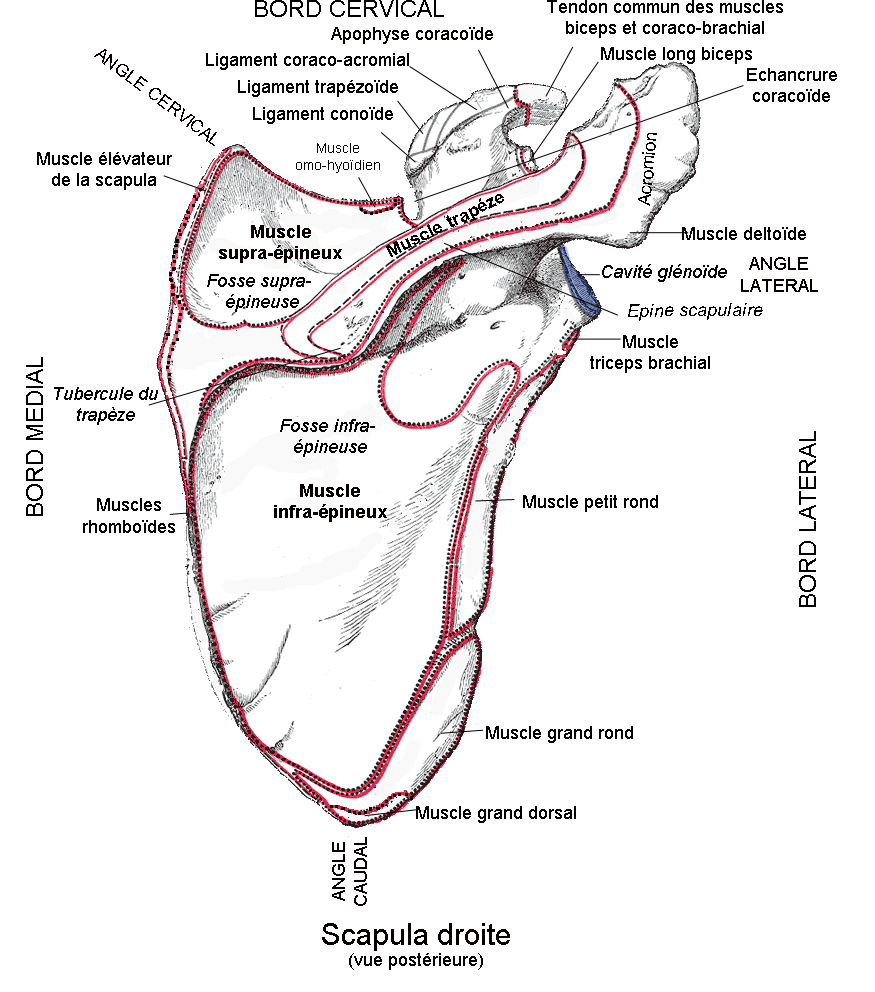
Origine scapulaire du muscle deltoïde
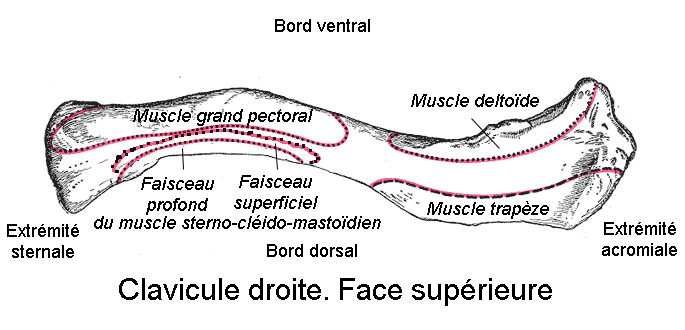
Origine claviculaire du muscle deltoïde